# チャールズ・シオフィ
チャールズ・シオフィ（Charles Cioffi、1935年10月31日 - ）はアメリカ合衆国の俳優である。ニューヨーク出身で、ミシガン州立大学を卒業した。なお、チャールズ・シオッフィやチャールズ・チオッフィチャールズ・チョフィと表記されることもある。

## 出演作品

### 映画
- コールガール Klute (1971)
- 黒いジャガー Shaft (1971)
- おかしなおかしな大泥棒 The Thief Who Came to Dinner (1973)
- コーザ・ノストラ Lucky Luciano (1973)
- ザ・ファミリー The Don Is Dead (1973)
- いとしき暗殺者 The Next Man (1976)
- 真夜中の向う側 The Other Side of Midnight (1977)
- 原子力潜水艦浮上せず Gray Lady Down (1978)
- タイム・アフター・タイム Time After Time (1979)
- ミッシング Missing (1982)
- トム・クルーズ/栄光の彼方に All the Right Moves (1983)
- レモ/第1の挑戦 Remo Williams: The Adventure Begins (1985)

### テレビ映画
- トリック・ジャック See the Man Run (1971)
- 女刑事J・Jケーン Dog and Cat (1977)
- デッドライン・シューター Deadline: Madrid (1987)
- ピーター・ガン Peter Gunn (1989)

### テレビドラマ
- ウィーン諜報網 Assignment: Vienna (1972-1973)
- 女刑事クリスティー Get Christie Love! (1974-1975)
- ロー&オーダー Law & Order (1990-1991)
- Xファイル The X-Files (1993,1996,1997)
- NYPDブルー NYPD Blue (1994)
- ザ・プラクティス ボストン弁護士ファイル The Practice (1999,2001)
- 新・刑事コロンボ 奪われた旋律 Columbo: Murder With Too Many Notes(2000)